# Língua teda
A língua Teda, também chamada Tedaga, é uma língua Saariana falada por cerca de 49 mil pessoas do povo teda no sul da Líbia, norte do Chade e leste do Níger..
O termo Tubu é usado tanto pelo dialeto do norte (o próprio Teda) como pelo dialeto do sul (língua daza), mas Teda por vezes é chamada Tubu.